# بلیچ (فیلم ۲۰۱۸)
بلیچ (به ژاپنی: ブリーチ ,Burīchi) یک فیلم اکشن فانتزی ژاپنی از تولیدات شرکت برادران وارنر به کارگردانی شینسوکه ساتو است که اقتباسی از مجموعه مانگایی ژاپنی به همین نام اثر تیته کوبو (نویسنده و طراح) است. در این فیلم بازیگرانی همچون سوتا فوکوشی در نقش قهرمان اصلی داستان ایچیگو کوروساکی، در کنار هانا سوگیساکی، ارینا مانو، تائیچی سائوتومه، میاوی، سی‌ایچی تانابه و ماسامی ناگاساوا ایفای نقش می‌کنند. این فیلم در ۲۰ ژوئیه ۲۰۱۸، در ژاپن به نمایش درآمد و همچنین در ۱۴ سپتامبر ۲۰۱۸، از طریق نتفلیکس در دسترس قرار گرفت.

## داستان
پسری دبیرستانی به نام ایچیگو که توانایی دیدن ارواح را دارد. زندگی وی پس از برخورد با یک شینیگامی یا روح مرگ به کلی دگرگون می‌شود. او پس از بدست آوردن قدرتی عجیب می‎تواند از شهر کاراکورا در مقابل نیروهای پلید محافظت کند. اما…

## بازیگران
- سوتا فوکوشی در نقش ایچیگو کوروساکی، یک دانش‌آموز آموزش متوسطه که پس از دریافت قدرت‌های یک دروگر روح مجروح شده، تبدیل به یک دروگر روح می‌شود.
- هانا سوگیساکی در نقش روکیا کوچیکی، یک دروگر روح که پس از مجروح شدن هنگام شکار یک هولو، مجبور به تقسیم قدرت‌هایش با ایچیگو می‌شود.
- ارینا مانو در نقش اوریهیمه اینوئه، همکلاسی ایچیگو.
- ریو یوشیزاوا در نقش اوریو ایشیدا، یک کوئینشی و همکلاسی ایچیگو.
- یو کویاناگی در نقش یاسوتورا چادو، همکلاسی ایچیگو.
- تائیچی سائوتومه در نقش رنجی آبارای، یک ستوان دروگر روح است که برای بازگرداندن روکیا فرستاده شده‌است.
- میاوی در نقش بیاکویا کوچیکی، یک دروگر روح که برادر بزرگتر روکیا و کاپیتان بخش ششم دروگرهای روح است.
- سی‌ایچی تانابه در نقش اوراهارا کیسوکه، صاحب مرموز فروشگاهی به نام اوراهارا.
- یوسوکه اگوچی در نقش ایشین کوروساکی، پدر ایچیگو.
- ماسامی ناگاساوا در نقش ماساکی کوروساکی، مادر ایچیگو که سال‌ها قبل توسط یک هولو کشته شد.